# 賃貸住宅メンテナンス主任者
賃貸住宅メンテナンス主任者（ちんたいじゅうたくメンテナンスしゅにんしゃ）は、公益財団法人日本賃貸住宅管理協会が認定する資格である。

## 概要
オーナーや入居者から賃貸住宅の建物・設備の維持保全に関する問い合わせを受けた際に、初診判断（一次対応）ができる基本的で幅広い知識と技能、また建物の維持保全における提案力を有していることを認定する資格である。
サブリース契約による不動産投資トラブルやアパートの外階段崩落事故など、賃貸住宅管理業界に対する社会的信頼が揺らぐ中、2021年6月に賃貸住宅管理業法が施行され「賃貸住宅の維持保全」が管理業務として定義された。このような情勢を背景に、建物・設備の維持保全に係る基本的な知識を幅広く有した人材の育成と輩出を図り、サービス水準の維持向上を目指すべく、2023年11月に創設された。

## 試験方式
- 受験資格：年齢、学歴、国籍等による制限はなく、誰でも受験できる。
- 試験方式：IBT方式
- 実施時期：常時申込可能（CBT定期メンテナンス時間を除く）。受験料の決済完了から90日間受験できる。
- 受験料：9,900円（税込）※公式テキスト・講習動画・試験料含む。
- 試験時間：120分
- 問題数：正誤式100問

## 学習・試験内容
賃貸住宅の設備や維持保全における全般的な基礎知識を体系的に学習する。
- 賃貸住宅のメンテナンスの重要性
- 建物・設備の基礎知識
- 修繕対応から学ぶ設備の基礎知識（給排水設備、ガス・電気設備、雨漏り）
- 消防設備の基礎知識
- 外部改修工事の基礎知識
- 巡回点検業務のチェックポイント
- 法令点検とコンプライアンス
- 原状回復工事